# Attimis
Attimis (Atimis en frioulan ; en slovène : Ahten) est une commune italienne d'environ 2 000 habitants, de l'ancienne province d'Udine dans la région autonome du Frioul-Vénétie Julienne en Italie.

## Géographie
Le territoire communal s'ètend au pied des Alpes juliennes dans la région historique de Frioul, au nord-est de la ville d'Udine.

## Histoire

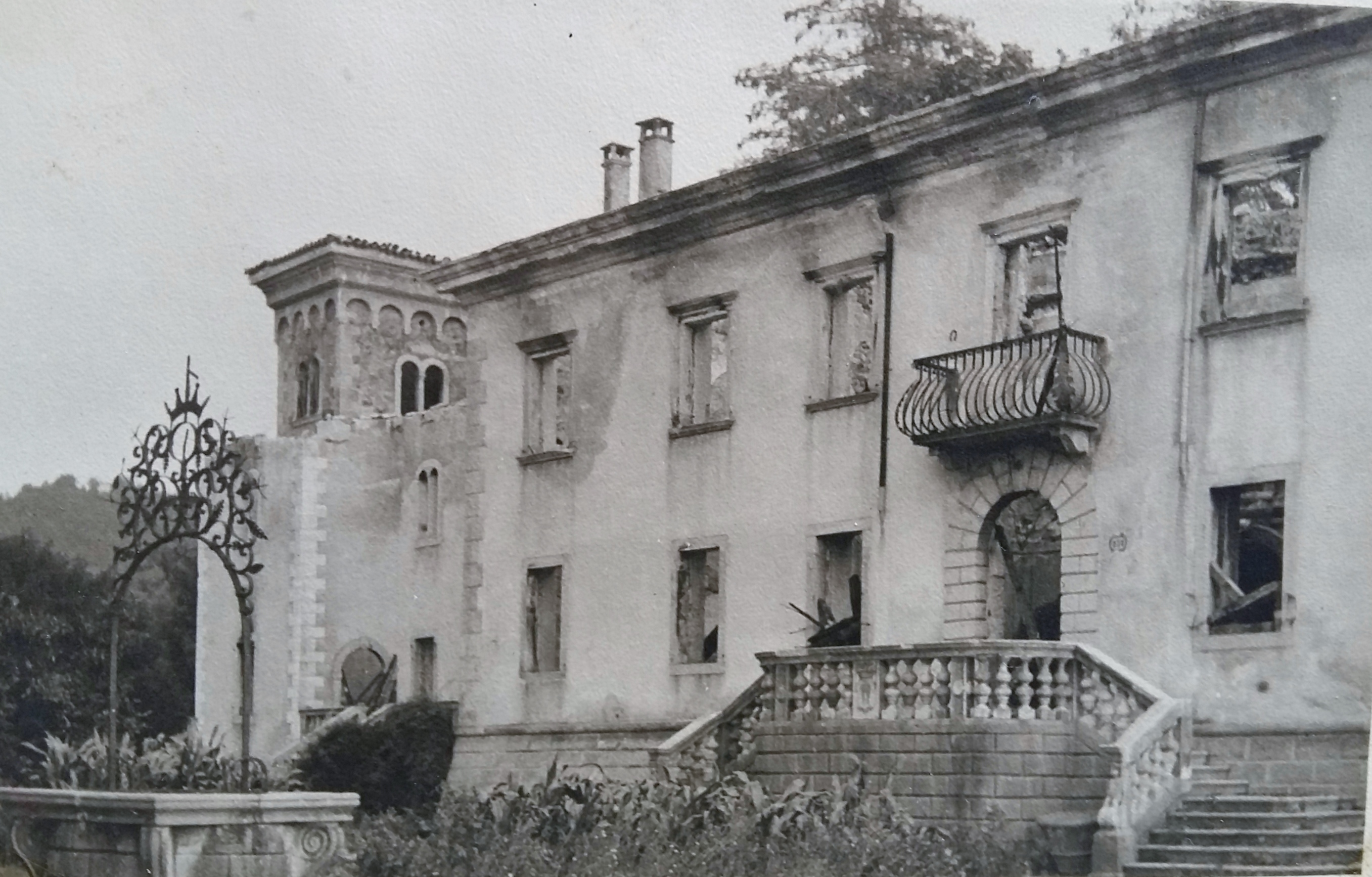
Les ruines du château d'Attimis.

En 1102, un noble Conrad d'Attems et son fils Ulrich, futur margrave de Toscane, furent mentionnés pour la première fois. La famille Attems reste propriétaire des domaines, même après que la plupart du Frioul a été conquise par la république de Venise en 1420. Frédéric d'Attems († 1521) fut élevé au poste du chancelier auprès du comte Léonard de Goritz en 1473. Après l'extinction de la maison de Goritz, il est nommé gouverneur du comté par le roi Maximilien Ier de Habsbourg.

## Administration
| Période                                  | Période | Identité | Étiquette | Qualité |
| ---------------------------------------- | ------- | -------- | --------- | ------- |
|                                          |         |          |           |         |
| Les données manquantes sont à compléter. |         |          |           |         |

### Hameaux
Forame, Subit, Porzus, Racchiuso, Partistagno

### Communes limitrophes
Faedis, Nimis, Povoletto, Taipana

## Personnalités
- Tony Croatto (1940–2005), chanteur er compositeur.